# Stajnia książęca w Szczecinie
Stajnia książęca – zabytkowa budowla z około 1600 roku. Pierwotnie na piętrze mieścił się magazyn obroku. Część dolna służyła jako stajnia i ujeżdżalnia. Budynek położony jest przy ulicy Rycerskiej 3, tuż obok Zamku Książąt Pomorskich w Szczecinie.

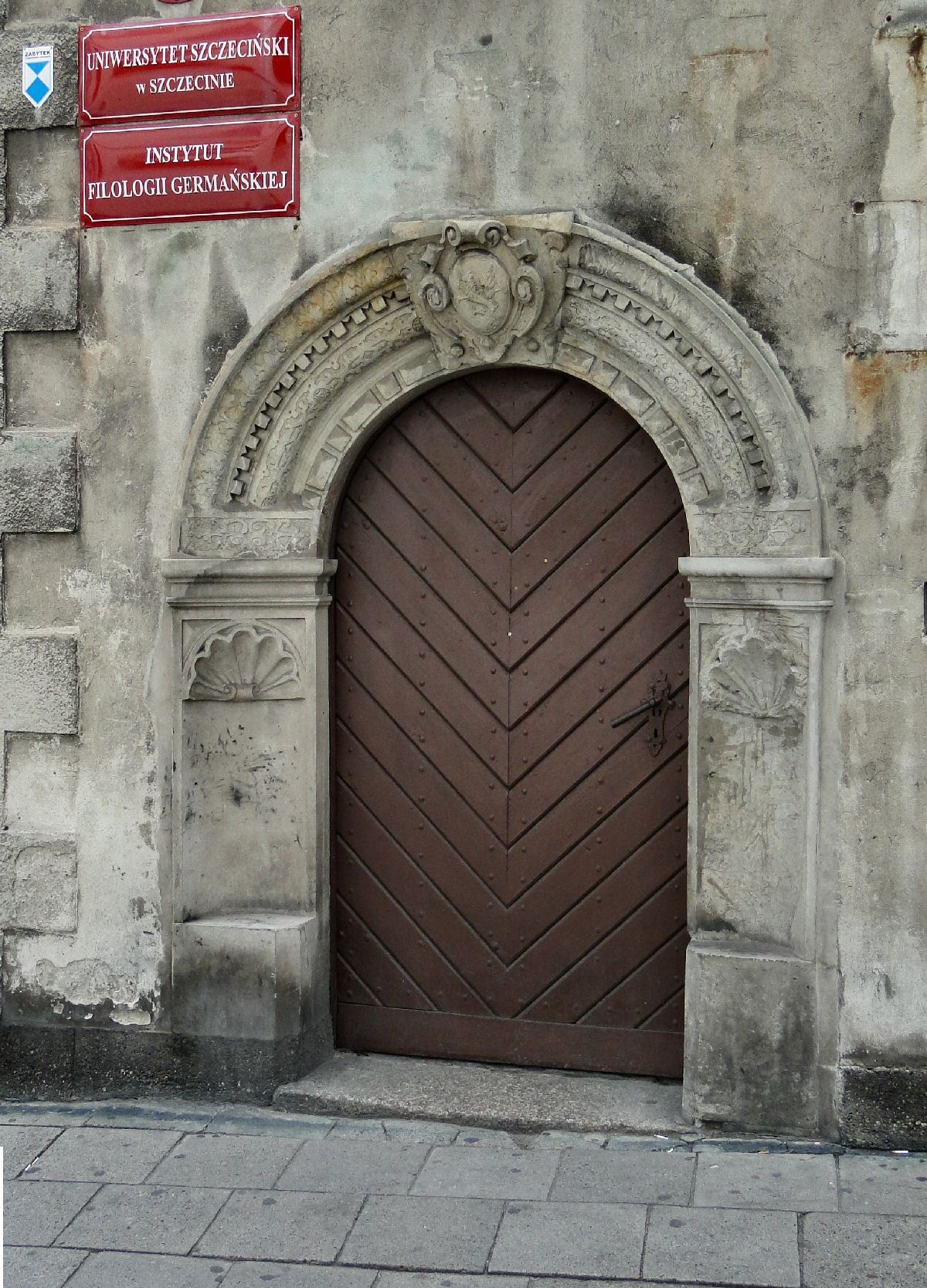
Portal renesansowy, Stajnia Książęca

Stajnia o budowie szachulcowej ma 32 metry długości i 12 szerokości. Na wschodniej ścianie znajduje się renesansowy niekompletny portal z I połowy XVII wieku. Przeniesiony został z zabudowań zamkowych w 1736 roku. U dołu portalu są muszle niszowe, natomiast w górnej części reliefy przedstawiające dwa herby pomorskie i herb Szlezwika-Holsztynu oraz Gryfa z książką i mieczem. Na sklepieniu drzwi był umieszczony napis V.G.G. BOGUSLAUS HERZOG ZU STETTIN POMMERN oraz V.G.ELIZABETH GEB. ZU SCHLESWIG HOLST. HERZOGIN ZU STETTIN.
Dawna stajnia posiada także zabytkowy dźwig, którym wciągane było siano i słoma.
W latach 1987–2014 w budynku znajdował się Instytut Filologii Germańskiej Uniwersytetu Szczecińskiego.